# Чирдили
Чирдили (груз. ჩირდილი) — село в Грузии, в муниципалитете Душети края Мцхета-Мтианети. 

## География
Село расположено в северной части края, в 72 километрах по прямой к северо-востоку от центра муниципалитета Душети. Высота центра — 1350 метров над уровнем моря.

## Население
По данным переписи населения 2014 года, в селе проживало 8 человек.
| Год  | Население | Мужчины | Женщины |
| ---- | --------- | ------- | ------- |
| 1926 | 70        | 33      | 37      |
| 2002 | 11        | 5       | 6       |
| 2014 | 8         | 6       | 2       |